# آنا مایکس
آنا مایکس (اسپانیایی: Anna Maiques‎؛ زادهٔ ۳ سپتامبر ۱۹۶۷) بازیکن هاکی روی چمن اهل اسپانیا است که در مسابقات کشوری و بین‌المللی در مجموع برندهٔ ۱ مدال طلا شده‌است.